# 패트릭 길모어

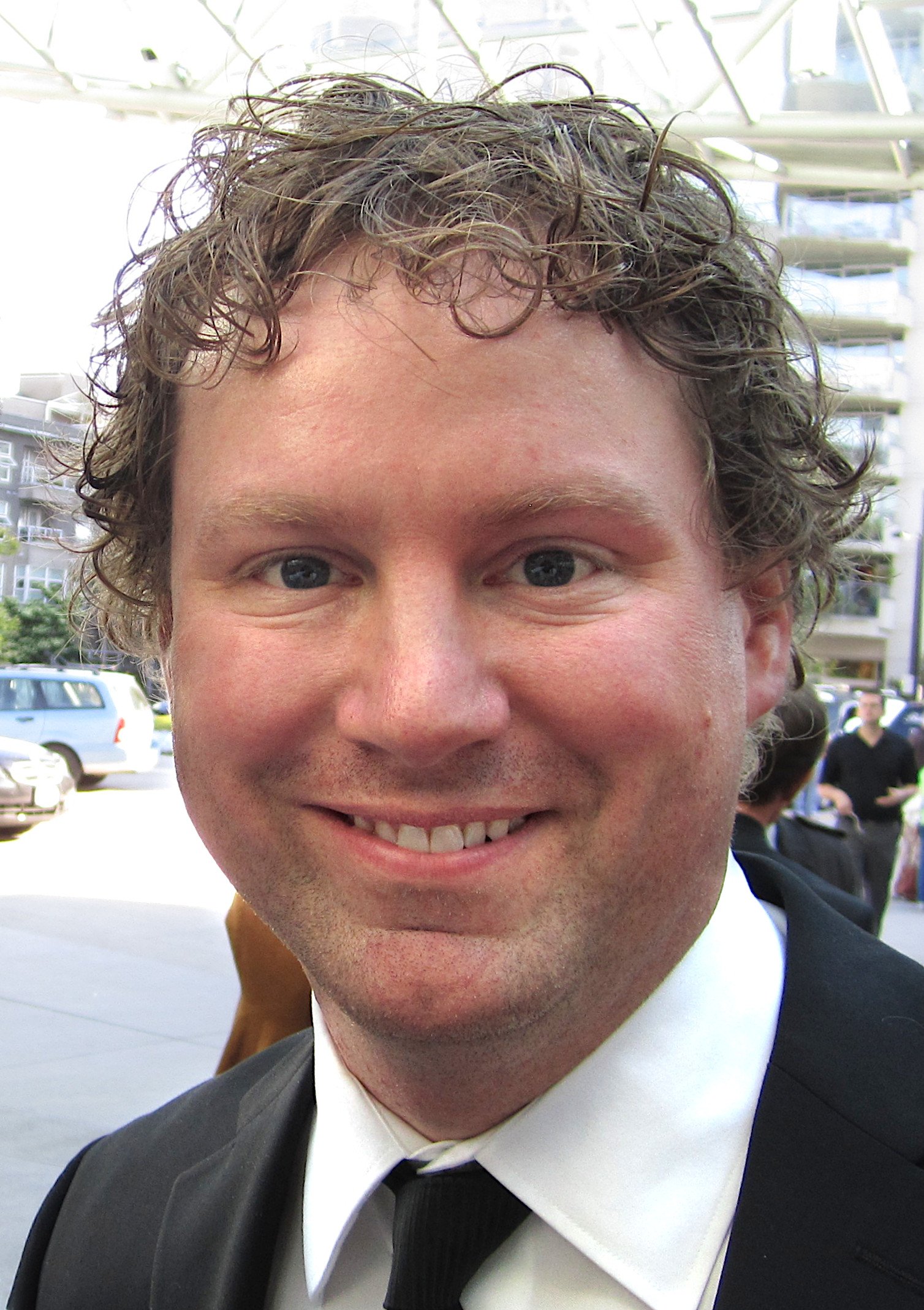

패트릭 길모어(Patrick Gilmore, 1976년 6월 1일 ~ )는 캐나다의 배우이다.
에드먼턴에서 태어났다.

## 출연 작품
- 엔드리스 (2020년) - 젠킨스 역
- 스코치드 어스: 분노의 추격자 (2018년) - 그럽스 보안관 역
- 러브 앤 아트 (2013년) - 경찰 역
- 캐빈 인 더 우즈 (2012년) - 늑대인간 랭글러 역
- 노멀 (2011년) - 조지 역
- 썬플라워 아워 (2011년)
- 디어 미스터 게이시 (2010년)
- 16 위쉬스 (2010년) - 밥 젠슨 역
- 새미의 카니보어 (2009년) - 토드 역
- SGU 스타게이트 유니버스 키노 (2009년)
- SGU 스타게이트 유니버스 (2009년)
- 메세지가 삭제되었다 (2009년)
- 왓 고즈 업 (2009년)
- 2012 (2009년)
- 비니스 (2007년)
- 트릭 오어 트릿 (2007년)
- 밈지 (2007년)
- 지구 최후의 날: 외계의 습격 (2006, Final Days of Planet Earth)
- 디바우어 (2005년)
- 시간 여행자
- 그레이스 포인트